# Hrvatska starokatolička crkva u znaku tradicije i suvremenosti
Hrvatska starokatolička crkva u znaku tradicije i suvremenosti je hrvatski dokumentarni film iz 2016. godine. Prikazuje nastajanje, razvitka i aktivnog života članova ove Crkve i njenih župa u Zagrebu, Šaptinovcima kod Našica i Dubravama Donjim u BiH. Prikazan je središnji lik ove Crkve od osnivanja 1924., osnivača i prva biskupa Marka Kalogjere, njegove obitelji i brojnih osoba iz svijeta javnosti i vjerskih zajednica. Zaštitni znak hrvatskih starokatolika su Grgur Ninski, Josip Juraj Strossmayer i Marko Kalogjera. Zabilježeno je svjedočenje župljana o postupcima vlasti NDH koja je zatvarala i progonila pripadnike ove Crkve. Snimljen u produkciji HRT-a, u režiji Nevena Mihaela Dianeževića i po scenariju Augustina Bašića. Producent je Draško Vrgoč, snimatelj Damjan Petrović, a montažer Ivor Ivezić.